# Four (원 디렉션의 음반)
Four는 원 디렉션의 네번째 정규 음반으로, 2014년 발매되었다.